# Bob-Weltcup 1997/98
Der Bob-Weltcup 1997/98 begann für die Frauen am 26. November 1997 im kanadischen Calgary und für die Männer am 7. November 1997 im kanadischen Calgary. Die Frauen beendeten die Weltcupsaison nach fünf Stationen am 8. Februar 1998 in Winterberg. Die Männer trugen bis zum 25. Januar 1998 insgesamt sechs Weltcuprennen aus.
Der Höhepunkt der Saison waren die Olympischen Winterspiele im japanischen Nagano.

## Einzelergebnisse der Weltcupsaison 1997/98

### Weltcupkalender der Frauenwettbewerbe
| # | Datum             | Land               | Ort            | Wettkampfstätte                         |
| - | ----------------- | ------------------ | -------------- | --------------------------------------- |
| 1 | 26. November 1997 | Kanada             | Calgary        | Calgary’s WinSport Bobsleigh/Luge Track |
| 2 | 27. November 1997 | Kanada             | Calgary        | Calgary’s WinSport Bobsleigh/Luge Track |
| 3 | 12. Dezember 1997 | Vereinigte Staaten | Park City      | Utah Olympic Park Track                 |
| 4 | 13. Dezember 1997 | Vereinigte Staaten | Park City      | Utah Olympic Park Track                 |
| 5 | 23. Januar 1998   | Österreich         | Innsbruck-Igls | Olympia Eiskanal Innsbruck-Igls         |
| 6 | 1. Februar 1998   | Frankreich         | La Plagne      | Piste de La Plagne                      |
| 7 | 7. Februar 1998   | Deutschland        | Winterberg     | Veltins-Eisarena                        |
| 8 | 8. Februar 1998   | Deutschland        | Winterberg     | Veltins-Eisarena                        |

### Weltcupergebnisse der Frauenwettbewerbe
| 1. Weltcup in Calgary, 26. November 1997 | 1. Weltcup in Calgary, 26. November 1997 | 1. Weltcup in Calgary, 26. November 1997 | 1. Weltcup in Calgary, 26. November 1997 | 1. Weltcup in Calgary, 26. November 1997 |
| ---------------------------------------- | ---------------------------------------- | ---------------------------------------- | ---------------------------------------- | ---------------------------------------- |
| Disziplin                                | Erster Platz                             | Zweiter Platz                            | Dritter Platz                            |                                          |
| Zweierbob                                | Michelle Coy Cheryl Done                 | Françoise Burdet Doris Marugg            | Michelle Kelly Christine Fraser          |                                          |

| 2. Weltcup in Calgary, 27. November 1997 | 2. Weltcup in Calgary, 27. November 1997 | 2. Weltcup in Calgary, 27. November 1997 | 2. Weltcup in Calgary, 27. November 1997 | 2. Weltcup in Calgary, 27. November 1997 |
| ---------------------------------------- | ---------------------------------------- | ---------------------------------------- | ---------------------------------------- | ---------------------------------------- |
| Disziplin                                | Erster Platz                             | Zweiter Platz                            | Dritter Platz                            |                                          |
| Zweierbob                                | Françoise Burdet Katharina Sutter        | Michelle Coy Cheryl Done                 | Sigi Feuser Laura Munson                 |                                          |

| 3. Weltcup in Park City, 12. Dezember 1997 | 3. Weltcup in Park City, 12. Dezember 1997 | 3. Weltcup in Park City, 12. Dezember 1997 | 3. Weltcup in Park City, 12. Dezember 1997 | 3. Weltcup in Park City, 12. Dezember 1997 |
| ------------------------------------------ | ------------------------------------------ | ------------------------------------------ | ------------------------------------------ | ------------------------------------------ |
| Disziplin                                  | Erster Platz                               | Zweiter Platz                              | Dritter Platz                              |                                            |
| Zweierbob                                  | Françoise Burdet Katharina Sutter          | Jill Bakken Meg Henderson                  | Sigi Feuser Laura Munson                   |                                            |

| 4. Weltcup in Park City, 13. Dezember 1997 | 4. Weltcup in Park City, 13. Dezember 1997 | 4. Weltcup in Park City, 13. Dezember 1997 | 4. Weltcup in Park City, 13. Dezember 1997 | 4. Weltcup in Park City, 13. Dezember 1997 |
| ------------------------------------------ | ------------------------------------------ | ------------------------------------------ | ------------------------------------------ | ------------------------------------------ |
| Disziplin                                  | Erster Platz                               | Zweiter Platz                              | Dritter Platz                              |                                            |
| Zweierbob                                  | Jill Bakken Meg Henderson                  | Françoise Burdet Doris Marugg              | Michelle Coy Cheryl Done                   |                                            |

| 5. Weltcup in Igls, 23. Januar 1998 | 5. Weltcup in Igls, 23. Januar 1998 | 5. Weltcup in Igls, 23. Januar 1998 | 5. Weltcup in Igls, 23. Januar 1998 | 5. Weltcup in Igls, 23. Januar 1998 |
| ----------------------------------- | ----------------------------------- | ----------------------------------- | ----------------------------------- | ----------------------------------- |
| Disziplin                           | Erster Platz                        | Zweiter Platz                       | Dritter Platz                       |                                     |
| Zweierbob                           | Françoise Burdet Katharina Sutter   | Michelle Coy Cheryl Done            | Stefanie Möller Heike Knabe         |                                     |

| 6. Weltcup in La Plagne, 1. Februar 1998 (ausgefallen) | 6. Weltcup in La Plagne, 1. Februar 1998 (ausgefallen) | 6. Weltcup in La Plagne, 1. Februar 1998 (ausgefallen) | 6. Weltcup in La Plagne, 1. Februar 1998 (ausgefallen) | 6. Weltcup in La Plagne, 1. Februar 1998 (ausgefallen) |
| ------------------------------------------------------ | ------------------------------------------------------ | ------------------------------------------------------ | ------------------------------------------------------ | ------------------------------------------------------ |
| Disziplin                                              | Erster Platz                                           | Zweiter Platz                                          | Dritter Platz                                          |                                                        |
| Zweierbob                                              | ?                                                      | ?                                                      | ?                                                      |                                                        |

| 7. Weltcup in Winterberg, 7. Februar 1998 | 7. Weltcup in Winterberg, 7. Februar 1998 | 7. Weltcup in Winterberg, 7. Februar 1998 | 7. Weltcup in Winterberg, 7. Februar 1998 | 7. Weltcup in Winterberg, 7. Februar 1998 |
| ----------------------------------------- | ----------------------------------------- | ----------------------------------------- | ----------------------------------------- | ----------------------------------------- |
| Disziplin                                 | Erster Platz                              | Zweiter Platz                             | Dritter Platz                             |                                           |
| Zweierbob                                 | Françoise Burdet Katharina Sutter         | Jean Racine Christa Ford                  | Michelle Coy Cheryl Done                  |                                           |

| 8. Weltcup in Winterberg, 8. Februar 1998 | 8. Weltcup in Winterberg, 8. Februar 1998 | 8. Weltcup in Winterberg, 8. Februar 1998 | 8. Weltcup in Winterberg, 8. Februar 1998 | 8. Weltcup in Winterberg, 8. Februar 1998 |
| ----------------------------------------- | ----------------------------------------- | ----------------------------------------- | ----------------------------------------- | ----------------------------------------- |
| Disziplin                                 | Erster Platz                              | Zweiter Platz                             | Dritter Platz                             |                                           |
| Zweierbob                                 | Françoise Burdet Doris Marugg             | Jean Racine Christa Ford                  | Michelle Coy Cheryl Done                  |                                           |

### Weltcupkalender der Männerwettbewerbe
| #  | Datum                            | Land        | Ort               | Wettkampfstätte                         | Anmerkung            |
| -- | -------------------------------- | ----------- | ----------------- | --------------------------------------- | -------------------- |
| 1  | 7. November – 8. November 1997   | Kanada      | Calgary           | Calgary’s WinSport Bobsleigh/Luge Track |                      |
| 2  | 29. November – 30. November 1997 | Deutschland | Winterberg        | Veltins-Eisarena                        |                      |
| 3  | 6. Dezember – 7. Dezember 1997   | Italien     | Cortina d’Ampezzo | Pista olimpica Eugenio Monti            |                      |
| 4  | 13. Dezember – 14. Dezember 1997 | Frankreich  | La Plagne         | Piste de La Plagne                      |                      |
| 5  | 18. Januar – 19. Januar 1998     | Österreich  | Innsbruck-Igls    | Olympia Eiskanal Innsbruck-Igls         | gleichzeitig EM 1998 |
| 6  | 24. Januar – 25. Januar 1998     | Schweiz     | St. Moritz        | Olympia Bob Run St. Moritz–Celerina     |                      |
| OG | 7. Februar – 22. Februar 1998    | Japan       | Nagano            | Spiral                                  |                      |

### Weltcupergebnisse der Männerwettbewerbe
| 1. Weltcup in Calgary, 7. November – 8. November 1997 | 1. Weltcup in Calgary, 7. November – 8. November 1997      | 1. Weltcup in Calgary, 7. November – 8. November 1997                        | 1. Weltcup in Calgary, 7. November – 8. November 1997             | 1. Weltcup in Calgary, 7. November – 8. November 1997 |
| ----------------------------------------------------- | ---------------------------------------------------------- | ---------------------------------------------------------------------------- | ----------------------------------------------------------------- | ----------------------------------------------------- |
| Disziplin                                             | Erster Platz                                               | Zweiter Platz                                                                | Dritter Platz                                                     |                                                       |
| Zweierbob                                             | Pierre Lueders Ken Leblanc                                 | Brian Shimer Randy Jones                                                     | Reto Götschi Guido Acklin                                         |                                                       |
| Viererbob                                             | KanadaPierre Lueders Ken Leblanc Jan Pyk Ricardo Greenidge | DeutschlandChristoph Langen Markus Zimmermann Kai-Uwe Kohlert Carsten Embach | SchweizMarcel Rohner Markus Nüssli Markus Wasser Thomas Schreiber |                                                       |

| 2. Weltcup in Winterberg, 29. November – 30. November 1997 | 2. Weltcup in Winterberg, 29. November – 30. November 1997           | 2. Weltcup in Winterberg, 29. November – 30. November 1997         | 2. Weltcup in Winterberg, 29. November – 30. November 1997                | 2. Weltcup in Winterberg, 29. November – 30. November 1997 |
| ---------------------------------------------------------- | -------------------------------------------------------------------- | ------------------------------------------------------------------ | ------------------------------------------------------------------------- | ---------------------------------------------------------- |
| Disziplin                                                  | Erster Platz                                                         | Zweiter Platz                                                      | Dritter Platz                                                             |                                                            |
| Zweierbob                                                  | Pierre Lueders David MacEachern                                      | Christoph Langen Olaf Hampel                                       | Günther Huber Antonio Tartaglia René Spies Sven Peter                     |                                                            |
| Viererbob                                                  | Vereinigte StaatenBrian Shimer Chip Minton Randy Jones Garrett Hines | DeutschlandHarald Czudaj Udo Lehmann Torsten Voss Alexander Szelig | Vereinigtes KönigreichSean Olsson Dean Ward Courtney Rumbolt Paul Attwood |                                                            |

| 3. Weltcup in Cortina d’Ampezzo, 6. Dezember 1997 – 7. Dezember 1997 | 3. Weltcup in Cortina d’Ampezzo, 6. Dezember 1997 – 7. Dezember 1997 | 3. Weltcup in Cortina d’Ampezzo, 6. Dezember 1997 – 7. Dezember 1997  | 3. Weltcup in Cortina d’Ampezzo, 6. Dezember 1997 – 7. Dezember 1997    | 3. Weltcup in Cortina d’Ampezzo, 6. Dezember 1997 – 7. Dezember 1997 |
| -------------------------------------------------------------------- | -------------------------------------------------------------------- | --------------------------------------------------------------------- | ----------------------------------------------------------------------- | -------------------------------------------------------------------- |
| Disziplin                                                            | Erster Platz                                                         | Zweiter Platz                                                         | Dritter Platz                                                           |                                                                      |
| Zweierbob                                                            | Günther Huber Antonio Tartaglia                                      | Sandis Prūsis Jānis Elsiņš                                            | Pierre Lueders David MacEachern                                         |                                                                      |
| Viererbob                                                            | SchweizMarcel Rohner Markus Nüssli Roland Tanner Thomas Schreiber    | DeutschlandHarald Czudaj Torsten Voss Alexander Szelig Steffen Görmer | ItalienGünther Huber Antonio Tartaglia Marco Menchini Massimiliano Rota |                                                                      |

| 4. Weltcup in La Plagne, 13. Dezember 1997– 14. Dezember 1997 | 4. Weltcup in La Plagne, 13. Dezember 1997– 14. Dezember 1997         | 4. Weltcup in La Plagne, 13. Dezember 1997– 14. Dezember 1997             | 4. Weltcup in La Plagne, 13. Dezember 1997– 14. Dezember 1997             | 4. Weltcup in La Plagne, 13. Dezember 1997– 14. Dezember 1997 |
| ------------------------------------------------------------- | --------------------------------------------------------------------- | ------------------------------------------------------------------------- | ------------------------------------------------------------------------- | ------------------------------------------------------------- |
| Disziplin                                                     | Erster Platz                                                          | Zweiter Platz                                                             | Dritter Platz                                                             |                                                               |
| Zweierbob                                                     | Pierre Lueders Ricardo Greenidge                                      | Dirk Wiese Marco Jakobs                                                   | Günther Huber Antonio Tartaglia                                           |                                                               |
| Viererbob                                                     | DeutschlandHarald Czudaj Torsten Voss Steffen Görmer Alexander Szelig | DeutschlandChristoph Langen Kai-Uwe Kohlert Markus Zimmermann Olaf Hampel | Vereinigtes KönigreichSean Olsson Dean Ward Courtney Rumbolt Paul Attwood |                                                               |

| 5. Weltcup und Europameisterschaften in Igls, 17. Januar 1998 – 18. Januar 1998 | 5. Weltcup und Europameisterschaften in Igls, 17. Januar 1998 – 18. Januar 1998 | 5. Weltcup und Europameisterschaften in Igls, 17. Januar 1998 – 18. Januar 1998 | 5. Weltcup und Europameisterschaften in Igls, 17. Januar 1998 – 18. Januar 1998 | 5. Weltcup und Europameisterschaften in Igls, 17. Januar 1998 – 18. Januar 1998 |
| ------------------------------------------------------------------------------- | ------------------------------------------------------------------------------- | ------------------------------------------------------------------------------- | ------------------------------------------------------------------------------- | ------------------------------------------------------------------------------- |
| Disziplin                                                                       | Erster Platz                                                                    | Zweiter Platz                                                                   | Dritter Platz                                                                   |                                                                                 |
| Zweierbob                                                                       | Reto Götschi Guido Acklin                                                       | Pierre Lueders Ricardo Greenidge                                                | Christoph Langen Olaf Hampel                                                    |                                                                                 |
| Viererbob                                                                       | DeutschlandHarald Czudaj Torsten Voss Steffen Görmer Alexander Szelig           | ÖsterreichHubert Schösser Peter Leismüller Erwin Arnold Martin Schützenauer     | KanadaPierre Lueders Ricardo Greenidge Jan Pyk David MacEachern                 |                                                                                 |

| 6. Weltcup in St. Moritz, 24. Januar 1998 – 25. Januar 1998 | 6. Weltcup in St. Moritz, 24. Januar 1998 – 25. Januar 1998       | 6. Weltcup in St. Moritz, 24. Januar 1998 – 25. Januar 1998                 | 6. Weltcup in St. Moritz, 24. Januar 1998 – 25. Januar 1998         | 6. Weltcup in St. Moritz, 24. Januar 1998 – 25. Januar 1998 |
| ----------------------------------------------------------- | ----------------------------------------------------------------- | --------------------------------------------------------------------------- | ------------------------------------------------------------------- | ----------------------------------------------------------- |
| Disziplin                                                   | Erster Platz                                                      | Zweiter Platz                                                               | Dritter Platz                                                       |                                                             |
| Zweierbob                                                   | Günther Huber Antonio Tartaglia                                   | Christian Reich Cédric Grand                                                | Jim Herberich John Kasper Bruno Mingeon Emmanuel Hostache           |                                                             |
| Viererbob                                                   | SchweizMarcel Rohner Markus Nüssli Thomas Schreiber Markus Wasser | ÖsterreichHubert Schösser Gerd Habermüller Erwin Arnold Martin Schützenauer | SchweizChristian Reich Steve Anderhub Thomas Handschin Cédric Grand |                                                             |

| Olympische Winterspiele in Nagano, 7. Februar 1999– 22. Februar 1998 | Olympische Winterspiele in Nagano, 7. Februar 1999– 22. Februar 1998   | Olympische Winterspiele in Nagano, 7. Februar 1999– 22. Februar 1998 | Olympische Winterspiele in Nagano, 7. Februar 1999– 22. Februar 1998                                                                           | Olympische Winterspiele in Nagano, 7. Februar 1999– 22. Februar 1998 |
| -------------------------------------------------------------------- | ---------------------------------------------------------------------- | -------------------------------------------------------------------- | --- | -------------------------------------------------------------------- |
| Disziplin                                                            | Erster Platz                                                           | Zweiter Platz                                                        | Dritter Platz |                                                                      |
| Zweierbob                                                            | Günther Huber Antonio Tartaglia Pierre Lueders David MacEachern        |                                                                      | Christoph Langen Markus Zimmermann |                                                                      |
| Viererbob                                                            | DeutschlandChristoph Langen Markus Zimmermann Marco Jakobs Olaf Hampel | SchweizMarcel Rohner Markus Nüssli Markus Wasser Beat Seitz          | FrankreichBruno Mingeon Emmanuel Hostache Éric Le Chanony Max Robert Vereinigtes KönigreichSean Olsson Dean Ward Courtney Rumbolt Paul Attwood |                                                                      |

## Weltcupstände

### Gesamtstand im Zweierbob der Frauen
| Rang | Bobpilotin       | Land                   | Punkte |
| ---- | ---------------- | ---------------------- | ------ |
| 1.   | Françoise Burdet | Schweiz                | 187    |
| 2.   | Michelle Coy     | Vereinigtes Königreich | 158    |
| 3.   | Sigi Feuser      | Kanada                 | 126    |
| 4.   | Jean Racine      | Vereinigte Staaten     |        |
| 5.   | Heike Storch     | Deutschland            |        |
| 6.   | Christine Fraser | Kanada                 |        |
| 7.   | Stefanie Möller  | Deutschland            |        |
| 8.   | Jill Bakken      | Vereinigte Staaten     |        |
| 9.   | Katrin Kühne     | Deutschland            |        |
| 10.  | Mary Nash        | Vereinigtes Königreich |        |
| 10.  | Christina Smith  | Kanada                 |        |
| 12.  | Sarah Monk       | Kanada                 |        |

### Gesamtstand im Zweierbob der Männer
| Rang | Pilot               | Land                         | Team       | CAL | WIB | COR | LAP | IGL | SMT | Punkte |
| ---- | ------------------- | ---------------------------- | ---------- | --- | --- | --- | --- | --- | --- | ------ |
| 01   | Pierre Lueders      | Kanada                       | CAN I      | 1   | 1   | 3   | 1   | 2   | 6   | 200    |
| 02   | Günther Huber       | Italien                      | ITA I      | 5   | 3   | 1   | 3   | 4   | 1   | 194    |
| 03   | Sandis Prūsis       | Lettland                     | LAT I      | 10  | 9   | 2   | 6   | 9   | 5   | 153    |
| 04   | Christoph Langen    | Deutschland                  | GER I      | 4   | 2   | 4   | 8   | 3   | −   | 149    |
| 05   | Jim Herberich       | Vereinigte Staaten           | USA III/II | 6   | 8   | 13  | 6   | 12  | 3   | 144    |
| 06   | Brian Shimer        | Vereinigte Staaten           | USA I      | 2   | 7   | 4   | 10  | 6   | −   | 135    |
| 07   | Reto Götschi        | Schweiz                      | SUI I      | 3   | 5   | −   | 4   | 1   |     | 126    |
| 08   | Christian Reich     | Schweiz                      | SUI III/I  | 12  | 14  | 10  | −   | 10  | 2   | 112    |
| 09   | Dirk Wiese          | Deutschland                  | GER II/I   | 8   | −   | −   | 2   | 7   | 10  | 102    |
| 09   | Pavel Puskar        | Tschechien                   | CZE II/I   | 17  | 16  | 12  | 9   | 19  | 11  | 102    |
| 11   | Éric Alard          | Frankreich                   | FRA I      | 14  | 18  | 7   | 13  | 25  | 12  | 97     |
| 11   | Fabrizio Tosini     | Italien                      | ITA II/III | 20  | 13  | 15  | 14  | 11  | 16  | 97     |
| 13   | Chris Lori          | Kanada                       | CAN II     | −   | 11  | 17  | 4   | 21  | 9   | 96     |
| 14   | Sepp Dostthaler     | Deutschland                  | GER II/III | −   | 6   | 17  | −   | 5   | 8   | 91     |
| 15   | Sean Olsson         | Vereinigtes Königreich       | GBR I      | 15  | 12  | 14  | 20  | 24  | 15  | 86     |
| 16   | Marcel Rohner       | Schweiz                      | SUI II/III | 25  | 17  | 8   | 21  | 18  | 14  | 83     |
| 17   | Tuffield Lattour    | Vereinigte Staaten           | USA II/III | 19  | 19  | 10  | 12  | −   | 13  | 82     |
| 18   | Jiri Dzmura         | Tschechien                   | CZE I/II   | 13  | 15  | 9   | 11  | DNS | −   | 76     |
| 19   | Bruno Mingeon       | Frankreich                   | FRA II     | 21  | 22  | 19  | 19  | −   | 3   | 75     |
| 20   | Rene Spies          | Deutschland                  | GER III    | −   | 3   | 6   | 17  | −   | −   | 72     |
| 21   | Hubert Schösser     | Österreich                   | AUT I      | 9   | 10  | 25  | 16  | −   | DNS | 64     |
| 22   | Naomi Tagewaki      | Japan                        | JPN I      | 23  | 20  | 21  | 25  | 16  | 20  | 61     |
| 23   | Fredi Steinmann     | Schweiz                      | SUI III    | −   | −   | 16  | 18  | −   | 7   | 52     |
| 24   | Rodzers Lodzins     | Lettland                     | LAT II     | 24  | 23  | 23  | 22  | 28  | 18  | 48     |
| 25   | Pavel Shcheglovsky  | Russland                     | RUS I      | −   | 25  | 24  | 23  | 8   | −   | 44     |
| 25   | Rob Guerts          | Niederlande                  | NED I      | 18  | 20  | −   | 26  | 26  | 21  | 44     |
| 27   | Silvio Calcagno     | Italien                      | ITA III/I  | –   | –   | –   | 15  | 23  | 19  | 36     |
| 28   | Todd Hays           | Vereinigte Staaten           | USA III/I  | –   | –   | –   | –   | 13  | 17  | 32     |
| 28   | Arnfinn Kristiansen | Norwegen                     | NOR I      | 26  | 28  | 22  | 27  | 20  | –   | 32     |
| 30   | Gray Kittle         | Kanada                       | CAN II/III | 7   | 24  | −   | 31  | −   | −   | 31     |
| 31   | Hannes Conti        | Österreich                   | AUT II     | –   | DSQ | –   | 24  | 15  | –   | 23     |
| 32   | Dieter Kofler       | Italien                      | ITA III    | 16  | 25  | –   | –   | –   | –   | 21     |
| 33   | Tino Bonk           | Deutschland                  | GER III    | 11  | –   | –   | –   | –   | –   | 20     |
| 34   | Manfred Maier       | Österreich                   | AUT III/I  | –   | –   | –   | 34  | 26  |     | 19     |
| 35   | Bruno Thomas        | Frankreich                   | FRA II     | −   | –   | –   | –   | 14  | –   | 17     |
| 36   | Hiroshi Suzuki      | Japan                        | JPN II     | 27  | 27  | 26  | 29  | –   | –   | 15     |
| 37   | Gilbert Bessi       | Monaco                       | MON I      | 30  | –   | 27  | 36  | 31  | 23  | 13     |
| 38   | Christian Caldara   | Italien                      | ITA III    | –   | –   | 20  | −   | −   | −   | 11     |
| 39   | Gerhard Rainer      | Österreich                   | AUT III    | −   | −   | −   | −   | 21  | −   | 10     |
| 39   | Jason Giobbi        | Australien                   | AUS I      | 31  | 35  | –   | –   | 30  | 22  | 10     |
| 39   | Arend Glas          | Niederlande                  | NED II/I   | 29  | 32  | 29  | 30  | 27  | 30  | 10     |
| 42   | Tom Samuel          | Kanada                       | CAN III    | 22  | –   | −   |     | –   | –   | 7      |
| 42   | Lee Johnston        | Vereinigtes Königreich       | GBR II     | –   | –   | –   | –   | −   | 24  | 7      |
| 42   | Graham Richardson   | Vereinigtes Königreich       | GBR II     | 32  | 30  | 28  | 28  | –   | −   | 7      |
| 45   | Matthias Benesch    | Deutschland                  | GER III    | –   | –   | –   | –   | –   | 25  | 6      |
| 46   | Ivo Danilevic       | Tschechien                   | CZE II     | –   | –   | –   | –   | –   | 27  | 4      |
| 46   | Norbert Foltin      | Polen                        | POL I      | DSQ | –   | –   | 33  | –   | 27  | 4      |
| 48   | Kurt Einberger      | Österreich                   | AUT II     | 28  | –   | –   | –   | –   | –   | 3      |
| 49   | Dudley Stokes       | Jamaika                      | JAM I      | 32  | 29  | –   | 37  | 34  | –   | 2      |
| 49   | Neil Scarisbrick    | Vereinigtes Königreich       | GBR II     | –   | –   | –   | –   | 29  | –   | 2      |
| 49   | Tomasz Żyła         | Polen                        | POL I      | –   | –   | –   | 38  | –   | 29  | 2      |
| 52   | Jewgeni Popow       | Russland                     | RUS II     | –   | –   | 30  | 32  | –   | –   | 1      |
| 53   | Alan Henderson      | Neuseeland                   | NZL I      | 33  | –   | –   | –   | 32  | –   | 0      |
| 53   | Jeff Pamplin        | Irland                       | IRL I      | 34  | –   | –   | –   | 35  | –   | 0      |
| 53   | Gregory Sebald      | Griechenland                 | GRE I      | 35  | –   | –   | –   | 36  | –   | 0      |
| 53   | Gregory Sun         | Trinidad und Tobago          | TRI I      | 36  | –   | –   | –   | –   | –   | 0      |
| 53   | Zachary Zoller      | Amerikanische Jungferninseln | ISV I      | 37  | –   | –   | –   | –   | –   | 0      |
| 53   | Witali Sacharenko   | Russland                     | RUS II     | –   | 31  | –   | –   | –   | –   | 0      |
| 53   | Yuri Pantchuk       | Ukraine                      | UKR I      | –   | 34  | –   | 35  | –   | –   | 0      |
| 53   | Roger Ruud          | Norwegen                     | NOR II     | –   | –   | –   | –   | 32  | –   | 0      |
| 53   | Florian Enache      | Rumänien                     | ROM I      | –   | –   | –   | –   | 33  | –   | 0      |
| 53   | Pete Donohoe        | Irland                       | IRL II     | –   | –   | –   | –   | 37  | –   | 0      |
| 53   | Nikolai Dimitrov    | Bulgarien                    | BUL I      | –   | –   | –   | –   | –   | 31  | 0      |

### Gesamtstand im Viererbob der Männer
| Rang | Pilot               | Land                         | CAL | WIB | COR | LAP | IGL | SMT | Punkte |
| ---- | ------------------- | ---------------------------- | --- | --- | --- | --- | --- | --- | ------ |
| 01   | Harald Czudaj       | Deutschland                  | 5   | 2   | 2   | 1   | 1   | 12  | 186    |
| 02   | Marcel Rohner       | Schweiz                      | 3   | 8   | 1   | 5   | 5   | 1   | 180    |
| 03   | Hubert Schösser     | Österreich                   | 4   | 6   | 5   | 8   | 2   | 2   | 172    |
| 04   | Pierre Lueders      | Kanada                       | 1   | 11  | 7   | 12  | 3   | 5   | 156    |
| 05   | Sean Olsson         | Vereinigtes Königreich       | 6   | 3   | 16  | 3   | 6   | 9   | 152    |
| 06   | Sandis Prūsis       | Lettland                     | 15  | 7   | 6   | 4   | 7   | 4   | 147    |
| 07   | Bruno Mingeon       | Frankreich                   | 8   | 12  | 9   | 9   | 13  | 6   | 128    |
| 08   | Brian Shimer        | Vereinigte Staaten           | 12  | 1   | 8   | 7   | 8   | −   | 125    |
| 09   | Christoph Langen    | Deutschland                  | 2   | −   | 12  | 2   | 4   | −   | 117    |
| 09   | Christian Reich     | Schweiz                      | 7   | 9   | 10  | −   | 10  | 3   | 117    |
| 11   | Günther Huber       | Italien                      | 11  | 15  | 3   | 13  | 20  | 13  | 114    |
| 12   | Kurt Einberger      | Österreich                   | 14  | 12  | 19  | 14  | 10  | 11  | 104    |
| 13   | Jim Herberich       | Vereinigte Staaten           | 13  | 17  | 14  | 17  | 15  | 13  | 96     |
| 14   | Dirk Wiese          | Deutschland                  | 8   | 4   | −   | 11  | 9   | −   | 95     |
| 15   | Fabrizio Tosini     | Italien                      | 19  | 14  | 13  | 16  | 17  | 15  | 90     |
| 16   | Reto Götschi        | Schweiz                      | 10  | 9   | −   | 5   | 14  | −   | 88     |
| 17   | Wolfgang Hoppe      | Deutschland                  | −   | 5   | 4   | −   | −   | 7   | 81     |
| 17   | Chris Lori          | Kanada                       | 25  | 16  | 11  | 10  | 12  | −   | 81     |
| 19   | Naomi Tagewaki      | Japan                        | 18  | 19  | 18  | 19  | 22  | 15  | 73     |
| 20   | Arnfinn Kristiansen | Norwegen                     | 15  | 20  | 22  | 17  | 16  | −   | 64     |
| 21   | Fredi Steinmann     | Schweiz                      | −   | −   | 15  | 15  | −   | 8   | 54     |
| 22   | Tuffield Lattour    | Vereinigte Staaten           | 15  | 18  | −   | 20  | −   | −   | 50     |
| 22   | Pavel Puskar        | Tschechien                   | −   | −   | 17  | 21  | 18  | −   | 37     |
| 24   | Toshio Wakita       | Japan                        | 21  | 24  | 20  | 22  | −   | −   | 36     |
| 25   | Pavel Shcheglovsky  | Russland                     | −   | 23  | 23  | 24  | 19  | −   | 34     |
| 26   | Arend Glas          | Niederlande                  | 27  | DNF | 24  | 26  | 25  | 18  | 29     |
| 26   | Jason Giobbi        | Australien                   | 24  | DNS | –   | –   | 27  | 17  | 22     |
| 28   | Graham Richardson   | Vereinigtes Königreich       | 20  | 28  | 26  | 25  | –   | –   | 21     |
| 29   | Sepp Dostthaler     | Deutschland                  | –   | –   | –   | –   | –   | 10  | 20     |
| 29   | Dudley Stokes       | Jamaika                      | 22  | DNF | −   | 28  | 23  | 0   | 20     |
| 29   | Rodzers Lodzins     | Lettland                     | 26  | 25  | –   | −   | 26  | 21  | 20     |
| 32   | Jiri Dzmura         | Tschechien                   | 23  | 21  | –   | –   | –   | –   | 18     |
| 32   | Gilbert Bessi       | Monaco                       | 28  | 30  | 25  | 31  | 28  | 19  | 18     |
| 34   | Tomasz Żyła         | Polen                        | –   | –   | −   | 29  | –   | 19  | 10     |
| 34   | Wolfgang Stampfer   | Österreich                   | −   | –   | –   | –   | 21  | –   | 10     |
| 36   | Hannes Conti        | Österreich                   | –   | 22  | –   | –   | –   | –   | 9      |
| 36   | Christian Caldara   | Italien                      | –   | –   | 21  | –   | −   | −   | 9      |
| 36   | Rob Pope            | Vereinigtes Königreich       | –   | –   | –   | −   | 24  | 22  | 9      |
| 39   | Silvio Calcagno     | Italien                      | −   | −   | −   | 23  | −   | −   | 8      |
| 40   | Éric Alard          | Frankreich                   | 29  | 29  | –   | –   | −   | –   | 4      |
| 40   | Dieter Kofler       | Italien                      | –   | 27  | –   | –   | –   | –   | 4      |
| 40   | Bruno Thomas        | Frankreich                   | –   | –   | −   | 27  | –   | –   | 4      |
| 43   | Albert Grimaldi     | Monaco                       | –   | –   | –   | –   | 29  | −   | 2      |
| 44   | Keith Sudzarski     | Amerikanische Jungferninseln | 30  | –   | –   | –   | –   | −   | 1      |
| 44   | Jewgeni Popow       | Russland                     | –   | –   | –   | 30  | –   | –   | 1      |
| 44   | Florian Enache      | Rumänien                     | –   | –   | –   | –   | 30  | –   | 1      |

### Gesamtstand in der Kombination der Männer
Für die Wertung der Kombination werden die Punkte aus den Ergebnissen des Zweier- und Viererbobs addiert.
| Offizielle Gesamtwertung | Offizielle Gesamtwertung | Offizielle Gesamtwertung | Offizielle Gesamtwertung | Offizielle Gesamtwertung | Gesamtwertung bei Teilnahme in beiden Wettbewerben | Gesamtwertung bei Teilnahme in beiden Wettbewerben | Gesamtwertung bei Teilnahme in beiden Wettbewerben | Gesamtwertung bei Teilnahme in beiden Wettbewerben | Gesamtwertung bei Teilnahme in beiden Wettbewerben |
| Rang                     | Pilot                    | 2er                      | 4er                      | Gesamtpunkte             | Rang                                               | Pilot                                              | 2er                                                | 4er                                                | Gesamtpunkte                                       |
| ------------------------ | ------------------------ | ------------------------ | ------------------------ | ------------------------ | -------------------------------------------------- | -------------------------------------------------- | -------------------------------------------------- | -------------------------------------------------- | -------------------------------------------------- |
| 01                       | Pierre Lueders           | 200                      | 156                      | 356                      | 01                                                 | Pierre Lueders                                     | 200                                                | 156                                                | 356                                                |
| 02                       | Günther Huber            | 194                      | 114                      | 308                      | 02                                                 | Günther Huber                                      | 194                                                | 114                                                | 308                                                |
| 03                       | Sandis Prusis            | 153                      | 147                      | 300                      | 03                                                 | Sandis Prusis                                      | 153                                                | 147                                                | 300                                                |
| 04                       | Christoph Langen         | 149                      | 117                      | 266                      | 04                                                 | Christoph Langen                                   | 149                                                | 117                                                | 266                                                |
| 05                       | Marcel Rohner            | 83                       | 180                      | 263                      | 05                                                 | Marcel Rohner                                      | 83                                                 | 180                                                | 263                                                |
| 06                       | Brian Shimer             | 135                      | 125                      | 260                      | 06                                                 | Brian Shimer                                       | 135                                                | 125                                                | 260                                                |
| 07                       | Jim Herberich            | 144                      | 96                       | 240                      | 07                                                 | Jim Herberich                                      | 144                                                | 96                                                 | 240                                                |
| 08                       | Sean Olsson              | 86                       | 152                      | 238                      | 08                                                 | Sean Olsson                                        | 86                                                 | 152                                                | 238                                                |
| 09                       | Hubert Schösser          | 64                       | 172                      | 236                      | 09                                                 | Hubert Schösser                                    | 64                                                 | 172                                                | 236                                                |
| 10                       | Christian Reich          | 112                      | 117                      | 229                      | 10                                                 | Christian Reich                                    | 112                                                | 117                                                | 229                                                |
| 11                       | Reto Götschi             | 126                      | 88                       | 214                      | 11                                                 | Reto Götschi                                       | 126                                                | 88                                                 | 214                                                |
| 12                       | Bruno Mingeon            | 75                       | 128                      | 203                      | 12                                                 | Bruno Mingeon                                      | 75                                                 | 128                                                | 203                                                |
| 13                       | Dirk Wiese               | 102                      | 95                       | 197                      | 13                                                 | Dirk Wiese                                         | 102                                                | 95                                                 | 197                                                |
| 14                       | Fabrizio Tosini          | 97                       | 90                       | 187                      | 14                                                 | Fabrizio Tosini                                    | 97                                                 | 90                                                 | 187                                                |
| 15                       | Harald Czudaj            | −                        | 186                      | 186                      | 15                                                 | Chris Lori                                         | 96                                                 | 81                                                 | 177                                                |
| 16                       | Chris Lori               | 96                       | 81                       | 177                      | 16                                                 | Pavel Puskar                                       | 102                                                | 37                                                 | 139                                                |
| 17                       | Pavel Puskar             | 102                      | 37                       | 139                      | 17                                                 | Naomi Tagewaki                                     | 61                                                 | 73                                                 | 134                                                |
| 18                       | Naomi Tagewaki           | 61                       | 73                       | 134                      | 18                                                 | Tuffield Latour                                    | 82                                                 | 40                                                 | 122                                                |
| 19                       | Tuffield Latour          | 82                       | 40                       | 122                      | 19                                                 | Sepp Dostthaler                                    | 91                                                 | 20                                                 | 111                                                |
| 20                       | Sepp Dostthaler          | 91                       | 20                       | 111                      | 20                                                 | Kurt Einberger                                     | 3                                                  | 104                                                | 107                                                |
| 21                       | Kurt Einberger           | 3                        | 104                      | 107                      | 21                                                 | Fredi Steinmann                                    | 52                                                 | 54                                                 | 106                                                |
| 22                       | Fredi Steinmann          | 52                       | 54                       | 106                      | 22                                                 | Éric Alard                                         | 97                                                 | 4                                                  | 101                                                |
| 23                       | Éric Alard               | 97                       | 4                        | 101                      | 23                                                 | Arnfinn Kristiansen                                | 32                                                 | 64                                                 | 96                                                 |
| 24                       | Arnfinn Kristiansen      | 32                       | 64                       | 96                       | 24                                                 | Jiri Dzmura                                        | 76                                                 | 18                                                 | 94                                                 |
| 25                       | Jiri Dzmura              | 76                       | 18                       | 94                       | 25                                                 | Pavel Chtcheglovski                                | 44                                                 | 34                                                 | 78                                                 |
| 26                       | Wolfgang Hoppe           | -                        | 81                       | 81                       | 26                                                 | Rogers Lodzins                                     | 48                                                 | 20                                                 | 68                                                 |
| 27                       | Pavel Chtcheglovski      | 44                       | 34                       | 78                       | 27                                                 | Silvio Calcagno                                    | 36                                                 | 8                                                  | 44                                                 |
| 28                       | Rene Spies               | 72                       | −                        | 72                       | 28                                                 | Arend Glas                                         | 10                                                 | 29                                                 | 39                                                 |
| 29                       | Rogers Lodzins           | 48                       | 20                       | 68                       | 29                                                 | Jason Giobbi                                       | 10                                                 | 22                                                 | 32                                                 |
| 30                       | Silvio Calcagno          | 36                       | 8                        | 44                       | 30                                                 | Hannes Conti                                       | 23                                                 | 9                                                  | 32                                                 |
| 30                       | Rob Geurts               | 44                       | −                        | 44                       | 31                                                 | Gilbert Bessi                                      | 13                                                 | 18                                                 | 31                                                 |
| 32                       | Arend Glas               | 10                       | 29                       | 39                       | 32                                                 | Graham Richardson                                  | 7                                                  | 21                                                 | 28                                                 |
| 33                       | Toshio Wakita            | –                        | 36                       | 36                       | 33                                                 | Dieter Kofler                                      | 21                                                 | 4                                                  | 25                                                 |
| 34                       | Jason Giobbi             | 10                       | 22                       | 32                       | 34                                                 | Dudley Stokes                                      | 2                                                  | 20                                                 | 22                                                 |
| 34                       | Todd Hays                | 32                       | −                        | 32                       | 35                                                 | Bruno Thomas                                       | 17                                                 | 4                                                  | 21                                                 |
| 34                       | Hannes Conti             | 23                       | 9                        | 32                       | 36                                                 | Christian Caldara                                  | 11                                                 | 9                                                  | 20                                                 |
| 37                       | Gray Kittle              | 31                       | −                        | 31                       | 37                                                 | Tomasz Żyła                                        | 2                                                  | 10                                                 | 12                                                 |
| 37                       | Gilbert Bessi            | 13                       | 18                       | 31                       | 38                                                 | Jewgeni Popow                                      | 1                                                  | 1                                                  | 2                                                  |
| 39                       | Graham Richardson        | 7                        | 21                       | 28                       |                                                    |                                                    |                                                    |                                                    |                                                    |
| 40                       | Dieter Kofler            | 21                       | 4                        | 25                       |                                                    |                                                    |                                                    |                                                    |                                                    |
| 41                       | Dudley Stokes            | 2                        | 20                       | 22                       |                                                    |                                                    |                                                    |                                                    |                                                    |
| 42                       | Bruno Thomas             | 17                       | 4                        | 21                       |                                                    |                                                    |                                                    |                                                    |                                                    |
| 43                       | Tino Bonk                | 20                       | −                        | 20                       |                                                    |                                                    |                                                    |                                                    |                                                    |
| 43                       | Christian Caldara        | 11                       | 9                        | 20                       |                                                    |                                                    |                                                    |                                                    |                                                    |
| 45                       | Manfred Maier            | 19                       | −                        | 19                       |                                                    |                                                    |                                                    |                                                    |                                                    |
| 46                       | Hiroshi Suzuki           | 15                       | −                        | 15                       |                                                    |                                                    |                                                    |                                                    |                                                    |
| 47                       | Tomasz Żyła              | 2                        | 10                       | 12                       |                                                    |                                                    |                                                    |                                                    |                                                    |
| 48                       | Gerhard Rainer           | 10                       | −                        | 10                       |                                                    |                                                    |                                                    |                                                    |                                                    |
| 48                       | Wolfgang Stampfer        | −                        | 10                       | 10                       |                                                    |                                                    |                                                    |                                                    |                                                    |
| 50                       | Robert Pope              | −                        | 9                        | 9                        |                                                    |                                                    |                                                    |                                                    |                                                    |
| 50                       | Tom Samuel               | 9                        | −                        | 9                        |                                                    |                                                    |                                                    |                                                    |                                                    |
| 52                       | Lee Johnston             | 7                        | −                        | 7                        |                                                    |                                                    |                                                    |                                                    |                                                    |
| 53                       | Matthias Benesch         | 6                        | −                        | 6                        |                                                    |                                                    |                                                    |                                                    |                                                    |
| 54                       | Ivo Danilevic            | 4                        | −                        | 4                        |                                                    |                                                    |                                                    |                                                    |                                                    |
| 54                       | Norbert Foltin           | 4                        | −                        | 4                        |                                                    |                                                    |                                                    |                                                    |                                                    |
| 56                       | Neil Scarisbrick         | 2                        | −                        | 2                        |                                                    |                                                    |                                                    |                                                    |                                                    |
| 56                       | Albert Grimaldi          | −                        | 2                        | 2                        |                                                    |                                                    |                                                    |                                                    |                                                    |
| 56                       | Jewgeni Popow            | 1                        | 1                        | 2                        |                                                    |                                                    |                                                    |                                                    |                                                    |
| 59                       | Keith Sudzarski          | −                        | 1                        | 1                        |                                                    |                                                    |                                                    |                                                    |                                                    |
| 59                       | Florian Enache           | −                        | 1                        | 1                        |                                                    |                                                    |                                                    |                                                    |                                                    |